# Baile Mhic Íre
Baile Mhic Íre (pron. ˈbˠalʲə vʲikʲ ˈiːrʲə, en anglès Ballymakeera) és un petit llogaret d'Irlanda, a la Gaeltacht del comtat de Cork, a la província de Munster. Es troba a la carretera N22 i forma part de les viles bessones de Ballymakeery i Ballyvourney. És a la Gaeltacht de Muskerry.
Hi ha tres pedres amb inscripcions Ogham vora a l'antic santuari cristià de Saint Abán.